# Vroege runderdaas
De vroege runderdaas (Tabanus quatuornotatus) is een vliegensoort uit de familie van de dazen (Tabanidae). De wetenschappelijke naam van de soort is voor het eerst geldig gepubliceerd in 1820 door Meigen.